# 에스페란토 상징
에스페란토의 상징물은 언어기(旗), 언어가(歌), 언어색(色) 따위가 있다. 언어가는 라 에스페로이며, 언어색은 녹색이다.

## 녹색의 별
녹색의 별(Verda Stelo)은 에스페란토의 가장 오래된 상징물이다. 1892년에 La Esperantisto 매거진에서 처음 제안되었다. 이름 그대로, 녹색 오각 별 모양이다. 오각은 인간이 거주할 수 있는 5개 대륙(유럽, 아메리카, 아시아, 오세아니아, 아프리카)을 상징한다.

## 에스페란토기(旗)
에스페란토기는 녹색 바탕에, 좌측 상단에 흰 정사각형과 그 안에 있는 녹색의 별로 구성된다. 기는 가로세로 비율이 3:2인 직사각형이고, 기의 가로 너비와 흰 정사각형의 변의 비는 3:1이다. 흰 정사각형의 변과 별에 외접하는 원의 반지름의 비는 10:3.5다.
녹색 바탕은 희망을 상징하고, 흰색 바탕은 평화와 중립을 상징한다. 이는 원래 프랑스 불로뉴쉬르메르(Boulogne-sur-Mer) 에스페란토 클럽의 기였는데, 불로뉴쉬르메르에서 열린 1905년 제1회 세계 에스페란토 대회에서 에스페란토 운동 전체를 대표하는 기로 선정되었다. 에스페란토기는 자멘호프가 불로뉴쉬르메르 세계 대회에서 발표한 시 "푸른 깃발 아래서 기도"(Preĝo sub la verda standardo)에서도 등장한다.
2009년 12월 15일에 자멘호프의 생일 150주년을 맞아 구글이 그 로고에 (로고의 'l'을 깃대로 삼아) 에스페란토기를 추가하였다.

## 에스페란토 100주년 상징물
제1서의 출판 100주년이 되는 1987년을 맞아, 세계 에스페란토 협회(Universala Esperanto-Asocio)는 이를 상징할 디자인을 공모하였고, 브라질의 이우바르 이우통 페레이라(Hilbar Ilton S. Ferreira)의 디자인을 채택하였다. 이는 오늘날 100주년 상징물(Jubilea Simbolo)로 일컬어진다. 모양 때문에, 간혹 "멜론"(La Melono)이라고 놀림받기도 한다.
100주년 상징물은 녹색의 타원형 모양을 하고 있다. 두 부분으로 나뉘어 있으며, "ϵ϶"와 비슷한 모양이다. 여기에 쓰이는 녹색은 팬톤(Pantone) 389번(RGB #CCE82E)이다. 그 왼쪽 반은 에스페란토(Esperanto)의 로마자 머리글자인 E를 (또는 그리스 문자 Εσπεράντο의 머리글자인 엡실론을) 상징하며, 오른쪽 반은 에스페란토의 키릴 문자 표기 Эсперанто의 머리글자 Э를 상징한다. 즉, 동서양의 화합 및 냉전의 종식을 상징한다.

## 그림

에스페란토기
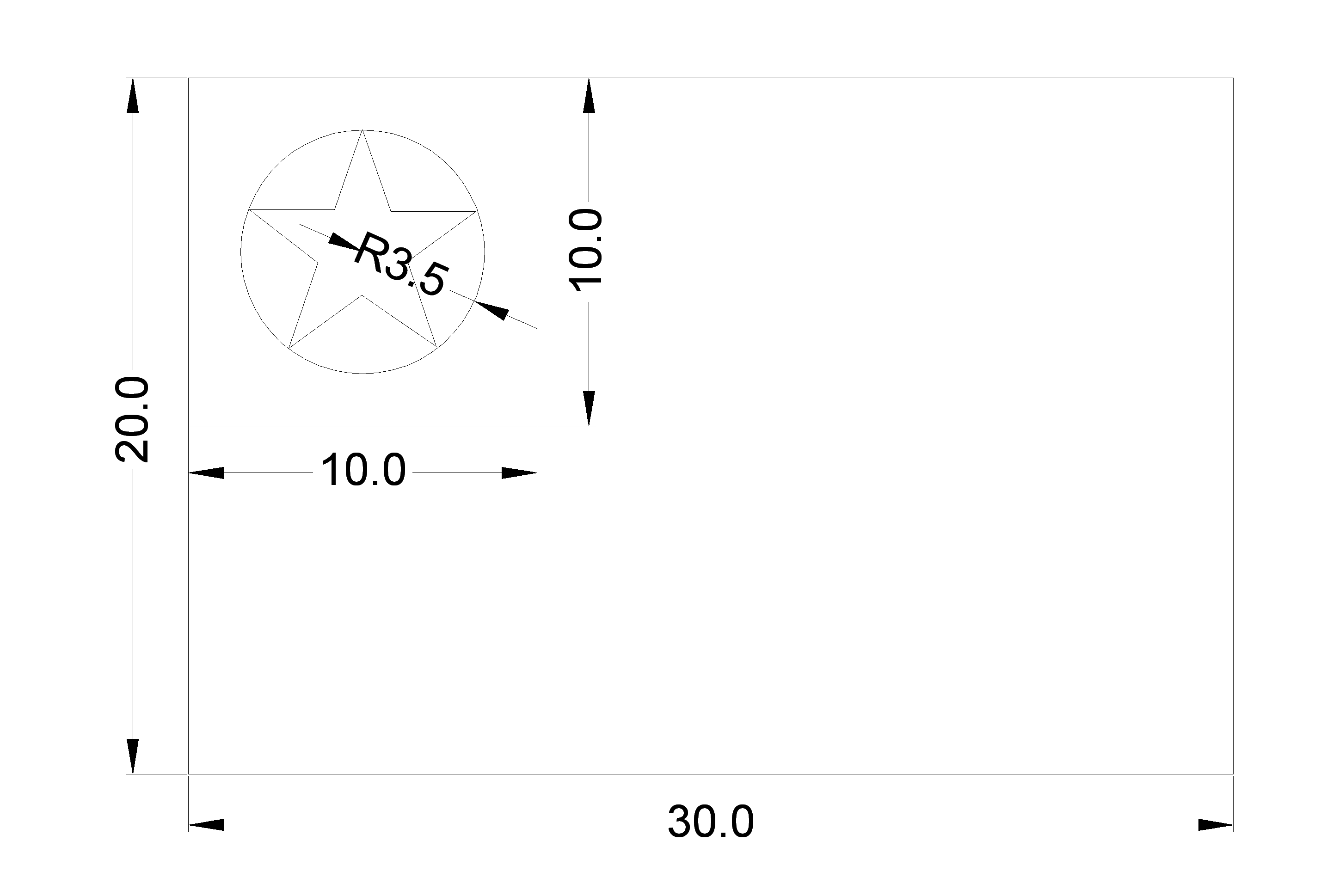
에스페란토기의 구조
100주년 상징물
녹색의 별

## 참고 문헌
- Ivan Shiryaev, Lajos Kökény, Vilmos Bleier. "Insigno de Esperanto", Enciklopedio de Esperanto. Literatura Mondo, 부다페스트, 1934.
- António Martins-Tuválkin, Flags of Esperanto. Flags of the World, 2010년 9월 19일 판.